# Гендерне насильство
Гендерне (гендероване) насильство — це форми насильницьких дій, що мають чітко виражену гендерну групу, на яку спрямоване насильство або яка чинить насильство.
Гендерне насильство переважно сприймається суспільством як насильство проти жінок, яке чинять переважно чоловіки. При цьому чоловіки, від яких очікується агресивна поведінка, не лише чинять насильство, а й самі страждають від нього (у війнах, розбоях, вуличному насильстві). Тому вони є як агресорами, так і жертвами насильницької поведінки. Окремо стосовно цієї теми виділяють насильство над чоловіками та Насильство над ЛГБТ-людьми.
Гендерне насильство є механізмом встановлення гендерних режимів — влад між гендерними групами. Важливо зважати на те, що встановлення влад не означає обов'язково насильницьких дій, адже влади можуть встановлюватись дискурсивно, без прямого насильства. Але гендерне насильство є завжди виявом гендерної влади. Див. Гендерна нерівність і Сексизм.

## Особливості гендерного насильства
Особливості гендерного насильства:
- ця проблема XXI століття є актуальною для усіх країн світу; немає жодної країни, де вона вирішена;
- найчастіше здійснюється у приватному секторі (домашнє насильство);
- гендерне насильство перейшло зі сфери «приватності» до публічної сфери, коли особисте стало політичним і вимагає вирішення на державному рівні;
- може пояснюватись чи виправдовуватись культурою, традиціями (наприклад, «убивство честі»);
- для вирішення проблеми необхідні спільні зусилля дослідницького, політичного, громадського і медіа-середовищ.

Суспільства, в яких гендерна нерівність вища, характеризуються тим, що в них маскулінність і фемінність трактуються як полярні протилежності. Ці суспільства насаджують стереотип «маскулінної бравади» (хизування силою і стримування та відкидання почуття страху).
В антропології виділено низку характеристик, які зумовлюють як міжособистісне, так і міжсуспільне насильство:
- ідеал чоловічності — сильний і красивий воїн;
- громадське лідерство пов'язане з чоловічим домінуванням: і над іншими чоловіками, і над жінками;
- жінкам заборонена громадсько-політична діяльність;
- хлопчиків і дівчаток з раннього віку послідовно розділяють між собою;
- хлопчикам прищеплюють традиції чоловічої солідарності, войовничості та витривалості і привчають визнавати домінування чоловіків старшої вікової категорії;
- емоційні прояви чоловічої зрілості, жорстокості та сексуальності;
- економічна діяльність осіб чоловічої статі та продукти їхньої праці високо розвинені[4].

## Історія гендерного насильства
Загальноприйнято вважати, що жодна держава не може обійтися без насильства.
Сполучені Штати мають довгу й криваву історію гендерованого насильства, яке слугувало способом демонстрування мужності для чоловіків. Історики доходять до висновку, що цей американський кодекс насильства з'явився у XVIII столітті, коли був привезений і розвинений шотландськими та ірландськими іммігрантами на американському Півдні, де поєдинки, стрілянина, полювання стали засобами вираження мужності.
Більше того, насильство вважалося законним, якщо носило відплатний характер. У аналізі американського насильства антрополог Маргарет Мід описувала типове для американця уникання виступати ініціатором агресії, тобто жоден не брав на себе відповідальність за ініціювання, але кожен бажав завершити сутичку. Насильство — це доказ маскулінності, чоловік є «справжнім» в силу того, що він не боїться проявити насильство. Психіатр Дж. Джиліган говорить про «патріархальний кодекс честі й ганьби, який породжує чоловіче насильство і зобов'язує до нього», кодекс, що витлумачує насильство як головну демаркаційну лінію між жінками й чоловіками.
Сучасний кодекс вуличного насильства бере початки у поняттях честі, вироблених старим Півднем, — чоловік мусить бути готовий до бійки, аби завоювати повагу до себе в очах інших. Білошкірі мешканці Півдня називали це «честю», на зламі XIX-ХХ століть «репутацією». На початок 1950-х років чорношкірі північних гетто казали про «повагу», що тепер знову трансформувалася в прояв «неповаги», чи «дисонансу».
Попри те, що маскулінність може бути історично пов'язана з війною, той спосіб, у який ми воюємо сьогодні, може не надати багатьом чоловікам можливості для випробування й доведення своєї мужності. Зрештою, більшість солдатів сьогодні не є вояками. Вони служать переважно в підрозділах підтримки — на транспорті, в адміністрації, в службах технічного обслуговування та супроводу. Дедалі зростаюча технологічна ускладненість війни лише прискорює цей процес — ядерна зброя, «бомби з лазерним наведенням», автоматичне озброєння, самохідні військові транспортні засоби та зброя далекої дії — все це зменшує потребу в примітивних вояках і збільшує попит на холоднокровних і раціонально мислячих натискачів на кнопку.

## Форми гендерного насильства
Гендерне насильство має різноманітні культурні форми і поширюється майже на всі сфери життя, де чоловіки контактують з жінками.

### Домашнє насильство
Докладніше: Сімейне насильство
Домашнє насильство характеризується фізичними нападами, побиттям, зґвалтуванням та залякуванням серед людей, які мають родинні відносини. «За даними Міжнародної амністії, у країнах Євросоюзу насильство з боку чоловіків чи партнерів є основною причиною смерті чи інвалідності жінок у віці від 16 до 44 років». Не дивлячись на те, що «із домашнім насильством зіштовхуються люди різної статі та віку… згідно зі статистикою МВС України, у 9 із 10 випадків від домашнього насильство потерпають жінки, а вдаються до насильства переважно чоловіки». Чоловіки засвоюють, що насильство є прийнятною формою спілкування між чоловіками, а також між жінками та чоловіками, цей постулат глибоко вплетений у повсякденне життя, що ми сприймаємо насильство як щось само собою зрозуміле — в сім'ях, між друзями та між закоханими. Більшість жертв насильства знають своїх нападників; багато хто знайомі з ними дуже близько. Домашнє насильство — найпоширеніша причина травмувань для жінок у національному масштабі. Від однієї третини до половини усіх жінок зазнають нападу з боку свого чоловіка чи партнера в якийсь момент свого життя. За даними ФБР, від 30 до 40 % усіх убитих жінок загинули від руки свого чоловіка чи коханого хлопця. Антропологиня П. Сандей встановила, що найкращими провісниками схильності суспільства до зґвалтувань були високі рівні мілітаризму та міжособистісного насильства взагалі, поширеність ідеологій чоловічої незламності і прохолодні стосунки між батьками та дітьми. Ті суспільства, в яких зґвалтування траплялися відносно нечасто, відзначалися самостійністю жінок.
Домашнє насильство варіюється залежно від стану рівноваги влади у стосунках. Коли всі рішення приймає один із подружжя, кривдження подружжя, вчинене чи то жінкою, чи то чоловіком, сягає найвищих рівнів. Насильство проти жінок найбільш поширене в тих домогосподарствах, де влада зосереджена в руках чоловіка. Насильство проти чоловіків теж більш поширене (хоча й зі значно меншою ймовірністю) у там, де влада сконцентрована у руках чоловіка або ж — у надзвичайно рідкісних випадках — у руках дружини. Зосередження влади в руках чоловіків зумовлює вищі рівні насильства — причому, як проти жінок, так і проти чоловіків. Рівні як кривдження дружин, так і кривдження чоловіків знижуються в міру того, як подружні стосунки стають дедалі більш рівноправними, і практично відсутні випадки побиття дружиною свого чоловіка, коли всі рішення приймаються за рівної участі, тобто коли стосунки стають цілковито рівноправними.

### Сексуальне насильство

#### Зґвалтування
Передбачає намір принизити та зневажити людину (це є особливо помітним на прикладі зґвалтованих чоловіків, коли їх маскулінність поставлена під сумнів), а також є «механізмом конструювання культурної мізогінії, тобто ідеї про те, що жіноче є менш вартісне, нижче за статусом, неповноцінне». Сприйняття зґвалтування жінок і чоловіків у суспільстві різниться. До потерпілої жінки застосовується звинувачення жертви: домислювання та вишукування «необачної поведінки» потерпілої, що «спровокувала агресора», а також застосування інших міфів про зґвалтування. Зґвалтованим чоловікам, однак, таку поведінку не приписують. Американська вчена Сьюзен Браунміллер назвала цей принцип «культурою зґвалтування», ознаками якої є покладання відповідальності за зґвалтування на жінку, що передбачає певну соціалізацію та навчання жінок «безпечної поведінки» — уникання небезпечних місць, ситуацій та незнайомців. За статистикою, це не є дієвим, адже «найчастіше сексуальне насильство скоюють знайомі чоловіки — приятелі, кохані, родичі чи співробітники». Одним з виявів спротиву «культурі зґвалтувань» є «Хода шльондр» («Slut Walk [Архівовано 12 квітня 2019 у Wayback Machine.]») — марш протесту і міжнародний рух проти виправдання сексуального насильства зовнішнім виглядом жінок, які «провокують ґвалтівників». Перший такий протест відбувся у квітні 2011 року в Торонто.

#### Сексуальні домагання
Дії сексуального характеру, виражені словесно (погрози, залякування, непристойні зауваження) або фізично (доторкання, поплескування), що принижують чи ображають осіб, які перебувають у відносинах трудового, службового, матеріального чи іншого підпорядкування. Тобто сексуальні домагання чітко визначені законом як злочин, але в Україні жінки намагаються уникнути зізнання чи розголосу таких випадків або не розуміють чи пізно розуміють своє перебування у ситуації статевого насильства. «Сексуальні домагання в публічному просторі (місце роботи, навчання) вбудовані в загальну систему гендерних владних розподілів та контролю», тобто стосуються переважного домінування чоловіків над жінками.
- Лапідація — публічна смертна кара, яка полягає в тому, що чоловіки закидують камінням жінку через звинувачення її у подружній зраді.
- «Викрадення наречених» — такий звичай за домовленістю практикують у деяких країнах. Але частіше він набуває насильницького характеру, коли здійснений без домовленості із подальшим гвалтуванням для насильницького одруження (повернутись додому «знечищена» дівчина не може, адже завдасть сорому своїй сім'ї).
- До гендерного насильства також відносять проституцію та секс-торгівлю, а також зумовлені культурою чи звичаями ранні або дитячі шлюби, калічення жіночих статевих органів, убивство честі, примусову стерилізацію[2]

## Законодавство в Україні
Юридична інтерпретація зґвалтування як кримінального злочину з'явилась у ХХ столітті. Ще у ХІХ столітті. в Україні питання зґвалтування визначалось як цивільне правопорушення і вирішувалось штрафуванням ґвалтівника або одруженням зі зґвалтованою. Скарги жінок розглядались довго і могли бути визнаними як «непідтверджені або хибні», діяння чоловіків часто виправдовували виною жертви — «спокусою» або «неналежним опором» зі сторони зґвалтованої жінки. Також злочином не визначалось ґвалтування жінки її чоловіком. З часом у визначенні зґвалтування відбувся «перехід від розуміння його як „наміру наполегливого сексу“, що „псує“ жінку, до злочину, що порушує тілесну недоторканість особи, принижує її честь і гідність».
У Кримінальному кодексі України є п'ять статей, що стосуються статевого насильства (Розділ IV «Злочини проти статевої свободи та статевої недоторканності особи»): стаття 152 «зґвалтування», стаття 153 «сексуальне насильство», стаття 154 «примушування до вступу в статевий зв'язок», стаття 155 «статеві зносини з особою, яка не досягла шістнадцятирічного віку» та стаття 156 «розбещення неповнолітніх».
Відповідно до Закону України «Про запобігання та протидію домашньому насильству» № 2229-VIII від 07.12.2017, визначено такі типи насильства:
- Фізичне насильство — умисне нанесення побоїв, тілесних ушкоджень, що може призвести або призвело до травмування, порушення фізичного чи психічного здоров'я, нанесення шкоди честі та гідності, в окремих випадках, до смерті постраждалого.
- Економічне насильство — форма домашнього насильства, що включає умисне позбавлення житла, їжі, одягу, іншого майна, коштів чи документів або можливості користуватися ними, залишення без догляду чи піклування, перешкоджання в отриманні необхідних послуг з лікування чи реабілітації, заборону працювати, примушування до праці, заборону навчатися та інші правопорушення економічного характеру.
- Зґвалтування — форма домашнього насильства, що включає будь-які діяння сексуального характеру, вчинені стосовно повнолітньої особи без її згоди або стосовно дитини незалежно від її згоди, або в присутності дитини, примушування до акту сексуального характеру з третьою особою, а також інші правопорушення проти статевої свободи чи статевої недоторканості особи, у тому числі вчинені стосовно дитини або в її присутності.
- Сексуальне насильство — вчинення будь-яких насильницьких дій сексуального характеру, не пов'язаних із проникненням в тіло іншої особи, без добровільної згоди потерпілої особи.
- Психологічне насильство — форма домашнього насильства, що включає словесні образи, погрози, у тому числі щодо третіх осіб, приниження, переслідування, залякування, інші діяння, спрямовані на обмеження волевиявлення особи, контроль у репродуктивній сфері, якщо такі дії або бездіяльність викликали у постраждалої особи побоювання за свою безпеку чи безпеку третіх осіб, спричинили емоційну невпевненість, нездатність захистити себе або завдали шкоди психічному здоров'ю особи.

Також Урядом України було прийнято рішення щодо впровадження механізму екстреного реагування на випадки насильства. Постановою Кабінету Міністрів визначено, що мобільні бригади як спеціалізовані служби підтримки осіб, постраждалих від домашнього насильства, надаватимуть їм психологічну допомогу та фахові консультаційні послуги із виїздом у територіальні громади, а також у телефонному режимі.
Мобільна бригада соціально-психологічної допомоги — це спеціально утворене об′єднання спеціалістів (практичного психолога, соціального працівника), що надають екстрену та планову соціально-психологічну допомогу постраждалим, в тому числі особам до 18 років, від гендерно зумовленого, в тому числі домашнього насильства, шляхом реагування та перенаправлення, а також виїзду на такі випадки у спеціально організованому транспорті або у спеціально відведеному/адаптованому приміщенні на базі центрів соціальних служб для сім′ї, дітей та молоді або інших надавачів соціальних послуг у населених пунктах регіонів реалізації проекту.
7 листопада 2011 року Україна підписала Стамбульську конвенцію — Конвенцію Ради Європи про запобігання насильству проти жінок і домашньому насильству та боротьбу з цими явищами, яка на європейському рівні закріплює абсолютну неприпустимість насильства щодо жінок і домашнього насильства. Проте досі вона не є ратифікованою в Україні. Проблема стосується терміну «гендер», який Рада церков визнає недоречним.

## Статистика в Україні
Основні результати репрезентативного для України дослідження поширеності насильства щодо дівчат та жінок, проведеного методом інтерв'ю серед українських жінок віком 15-49 років у 2014 році (вибірка 1606 респонденток):
- Найбільш розповсюджений вид насильства до жінки з боку її чоловіка/партнера — емоційне насильство, про яке вказали 18 % опитаних жінок, які мають досвід шлюбу.
- 15 % жінок віком 15-49 років з досвідом шлюбу коли-небудь зазнавали фізичного насильства з боку чоловіка/партнера (найбільш розповсюджена форма, про яку зазначили 13 % респонденток, — штовхання, трясіння жінки та кидання в неї сторонніх предметів). При чому 55 % жінок, що коли-небудь страждали від фізичного насильства у шлюбі зі сторони чоловіка/партнера, повідомили, що діти були присутні при побитті. 28 % вказали про присутність дітей у такому випадку 1-2 рази, 43 % — декілька разів та 27 % — багато разів.
- 4 % жінок зазначили про досвід фізичного насильства під час вагітності. При чому частка таких жінок зростає з віком: 3 % (15-29 років) та 5 % (30-49 років).
- Про сексуальне насильство як примушення до статевого акту проти волі жінки зазначили 3 %.
- Фізичне та сексуальне насильство найчастіше вчиняють чоловіки, що проживають із жертвами у офіційно зареєстрованому чи цивільному шлюбі. 43 % жертв фізичного насильства зазначили винуватцем колишнього чоловіка/партнера, 36 % — теперішнього. Щодо осіб, які вчинили сексуальне насильство, 27 % жінок зазначили теперішнього чоловіка/партнера, 25 % — знайомого, 16 % — незнайомця, а також колишнього чоловіка/партнера.
- Найбільш поширеними ситуаціями, що є причинами насильства над жінкою з боку її чоловіка/партнера, є перебування чоловіка у стані алкогольного сп'яніння (61 %), незгода або відмова жінки у чомусь (28 %), ревнощі (26 %).

За даними Державної служби статистики України, у 2014 році серед засуджених осіб, які скоїли зґвалтування (або замахи) 98,8 % були чоловіками та 1,2 % — жінки. У той же рік склад потерпілих від злочинних дій за результатами розгляду в судах кримінальних справ стосовно злочинів, скоєних проти життя, здоров'я, статевої свободи та статевої недоторканності мав такий розподіл: 40,9 % жінок та 59,1 % чоловіків. Це свідчить про те, що «чоловіки є і тими людьми, що коять насильство, і тими, що найчастіше потерпають від нього. Жінки, своєю чергою, статистично рідше потерпають від насильство загалом, але вони становлять левову частку людей, що потерпають від насильства вдома, тоді як чоловіки, за статистикою, потерпають від насильства в публічному просторі. У певному, хоч і значно меншому відсоткові випадків жінки також вдаються до насильницьких дій».

## Протидія гендерному насильству

### Міжнародна акція «16 днів проти насильства»
Акція «16 днів проти насильства» щороку привертає увагу до проблеми гендерного насильства. Вона ініційована Першим всесвітнім інститутом жіночого лідерства 1991 року. Дати акції символічно наголошують на цьому зв'язку між насильством проти жінок та правами людей: 25 листопада — Міжнародний день проти насильства щодо жінок; 10 грудня — Міжнародний день прав людини. У ці 16 днів також входять інші важливі для демократичної спільноти дати: 1 грудня — Міжнародний день боротьби зі СНІДом, 2 грудня — Міжнародний день боротьби за скасування рабства, 3 грудня — Міжнародний день людей з інвалідністю, 5 грудня — Міжнародний день волонтера, 6 грудня — річниця масового вбивства у Політехнічній школі Монреаля. Майже кожний день від 25 листопада до 10 грудня означений фактами та аргументами стосовно того, що будь-які форми насильства (у громадській чи приватній сферах) є порушенням прав людини.
Україна приєдналася до акції 2001 року. Основні завдання акції «16 днів проти насильства»:
- привернути увагу громадськості до актуальної для українського суспільства проблеми подолання насильства в сім'ї;
- активізувати партнерський рух громадських організацій та державних органів щодо попередження насильства та захисту прав жінок в Україні;
- сприяти утвердженню ненасильницької ідеології в територіальних громадах та в українському суспільстві в цілому.

### Кампанія з протидії гендерному насильству «Розірви коло»
Інформаційну кампанію з протидії гендерному насильству «Розірви коло» реалізує Фонд ООН у галузі народонаселення в Україні у рамках своєї програми «Комплексний підхід до вирішення проблеми насильства щодо жінок та дівчат в Україні» у партнерстві із Міністерством соціальної політики за підтримки уряду Великої Британії.
У рамках кампанії проводяться інформаційні заходи, конкурси, знимаються відеоролики, розповсюджуються друковані матеріали, залучаються підтримкою зірок і ініціативних команд.
Проект реалізується в 10 регіонах України, а саме у Вінницькій, Дніпропетровській, Запорізькій, Київській, Львівській, Одеській, Харківській, Херсонській, та на підконтрольних Україні територіях Донецькій та Луганській областях. Проект спрямований на посилення національної системи попередження та реагування на гендерно зумовлене насильство на загальнодержавному та регіональному рівнях для забезпечення умов, в яких більшість постраждалих від гендерно зумовленого насильства зверталися б по допомогу та мали доступ до якісних послуг з особливою увагою до потреб постраждалих осіб.
Цілі проекту:
- подальший розвиток соціального та інституційного середовища, що сприятиме досягненню «нульової» терпимості до насильства та викорінення насильства по відношенню до жінок в Україні;
- забезпечення умов для того, щоб більшість потерпілих від гендерно зумовленого насильства мали доступ до якісних послуг;
- сприяння розбудові державної участі (з боку Уряду України) в існуючому механізмі та програмах реагування на гендерно зумовлене насильство для забезпечення сталості послуг.

На сторінці в соціальній мережі UNFPA Ukraine є серія відеороликів «Не дрібниці у стосунках», що пропагують відмову від стосунків з партнером(-кою), що здійснюють насильство стосовно свого партнера(-ки).

### ЯНеБоюсьСказати
#ЯНеБоюсьСказати (аналог MeToo) — всеукраїнський мережевий флешмоб-соціальна акція з висвітлення проблеми сексуального насильства над жінками в Україні, що поширився також в сусідні країни та набув міжнародного розголосу. Почавшись із посту в соцмережі, тег зібрав шквал особистих історій, виявивши масштаби замовчування проблеми сексуального насильства проти жінок в Україні. За результатами флешмобу його ініціаторка Настя Мельниченко видала посібник для підлітків з протидії сексуальному насильству під однойменною назвою.

### Громадські організації в Україні

#### «Розрада»
«Розрада» є недержавним професійним центром практичної психології, який було створено в 1994 році.
Місія: Психологічна та соціальна допомога людям, яка базується на ідеях гуманістичної психології та гендерної рівності, та розповсюдження соціально-психологічних знань.
Основні цілі:
- Розповсюдження ідей партнерства, мирного вирішення конфліктів та мирного співіснування, дотримання рівних прав та гендерної рівності на всіх рівнях життя — від особистого та сімейного життя до життя суспільства в цілому.
- Підвищення громадської свідомості та розбудови громадянського суспільства. Сприяння соціальному, економічному та психологічному розвитку та незалежності жінок.
- Надання психологічної допомоги сім'ям, жінкам, парам та дітям — проведення індивідуальних та сімейних консультацій, груп підтримки, тренінгів. Щорічно фахівцями Центру надається більш ніж 1500 індивідуальних психологічних консультацій сім'ям, жінкам, дітям та підліткам.
- Розробка та впровадження сучасних навчальних та психологічних технологій та ресурсів для розповсюдження психологічних знань та технологій в Україні, навчання та передача знань та ресурсів практичним фахівцям та недержавним організаціям, які опікуються роботою з населенням, зокрема проблемою попередження та подолання насильства щодо жінок.
- Розповсюдження соціально-психологічної інформації для населення через видання популярних буклетів, пам'яток, брошур та інформаційні кампанії в ЗМІ.
- Проведення соціально-психологічних досліджень

#### Громадська організація«Жіночі перспективи»
Пріоритетні напрямки діяльності організації:
- гендерна рівність
- протидія домашньому насильству
- протидія торгівлі людьми
- підтримка організацій громадянського суспільства (ОГС)
- сприяння у працевлаштуванні та підприємницькій діяльності осіб, що опинилися в складних життєвих обставинах
- проведення соціологічних досліджень

#### «Ла Страда-Україна»
Місія діяльності Центру: Громадська міжнародна правозахисна організація, яка працює для забезпечення гендерної рівності, запобігання всім видам гендерного насильства, зокрема насильства в сім'ї, протидії торгівлі людьми та забезпечення прав дітей, сприяючи впровадженню міжнародних стандартів прав людини в усі сфери життя суспільства та держави.
Основні завдання організації:
- сприяння дотриманню прав людини, особливо жінок та дітей;
- сприяння просуванню українського суспільства в напрямку до утвердження гендерної рівності у всіх соціальних сферах;
- сприяння запобіганню торгівлі людьми, інших проявів насильства, жорстокого поводження, особливо по відношенню до дітей;
- сприяння протидії сексуальній комерційній експлуатації дітей, їх взаємодії державних, недержавних, міжнародних організацій;
- сприяння проведенню експертизи законодавчих актів на предмет дотримання прав людини, гендерної рівності в суспільстві, адекватності міжнародним документам та нормам;
- сприяння підвищенню рівня інформованості суспільства про права людини, досягнення гендерної рівності в суспільстві, необхідність ліквідації усіх форм насильства та жорстокого поводження;

## Чоловічі організації, спрямовані на подолання насильства
США — провідна країна у боротьбі з насильством, у ній впроваджується велика кількість кампаній, метою яких є інформування населення та закликання до дій, що запобігають насильству. За останнє століття значна кількість таких організацій була заснована чоловіками, адже, за статистикою Національної коаліції проти домашнього насильства, 25 % жінок зазнають домашнього насильства протягом життя.
У 1982 році в США була створена організація «Чоловіки проти насильства» (англ. Men Stopping Violence). Місія — організувати чоловіків, щоб завершити насильство чоловіків проти жінок і дівчат через інноваційні тренінги, програми та адвокацію. Філософія — MSV вважає, що аналіз взаємозв'язку утисків має вирішальне значення для припинення насильства щодо жінок і дівчат. Ця віра свідчить про практику побудови відповідальності серед чоловіків і спільнот. Знання, інструменти та ресурси, розроблені компанією MSV, є ключовими у залученні та мобілізації чоловіків як каталізаторів змін, а також налагодженні взаємовідносин з програмами боротьби з насильством та іншими організаціями соціальної справедливості.
Після стрілянини у Політехнічній школі Монреаля 6 грудня 1989 року, під час якої злочинець Марк Лепін розстріляв 14 студенок та поранив 13 інших, задля захисту жінок від насильства в Канаді створена «Кампанія білої стрічки» (White Ribbon Campaign) у 1991 році, що зараз діє більш ніж у 60 країнах світу.
У 2008 році Генеральний секретар Організації Об'єднаних Націй Пан Гі Мун запустив організацію UNiTE для припинення насильства щодо жінок і дівчат у всьому світі. UNiTE закликає уряди, громадянське суспільство, жіночі організації, молодь, приватний сектор, засоби масової інформації та всю систему ООН об'єднати зусилля у боротьбі з глобальною пандемією насильства щодо жінок і дівчат. Ця кампанія базується на існуючих міжнародних правових та політичних рамках, а також спрямована на поєднання зусиль усіх офісів і агентств ООН, спрямованих на припинення насильства проти жінок.
Також «Заклик до чоловіків» — це організація, заснована у 2016 році, з попередження насильства і поважний лідер з питань чоловічого ставлення, соціалізації чоловіків та їх перетину з насильством, а також запобігання насильству проти всіх жінок і дівчат. Організація інформує чоловіків у всьому світі про здорову, шанобливу чоловічу силу. Заохочує та сприяє здоровому, поважному чоловічому ставленню, запобігає насильству проти жінок, сексуальному насильству та переслідуванню, залякуванню та багато інших соціальних недугів.
У США колишній президент Барак Обама оголосив лютий 2011 року місяцем привернення уваги до насильства серед підлітків, які зустрічаються. Квітень в Америці — місяць уваги до сексуального насильства, жовтень — до проблеми домашнього насильства.

### Чоловічі організації в Україні
4 березня 2009 року у Києві було оголошено про створення «Національної мережі чоловіків-лідерів проти насильства» в рамках Національної кампанії «Стоп насильству проти жінок!». Відкриваючи захід, голова представництва Дитячого фонду ООН (ЮНІСЕФ) в Україні Джеремі Хартлі зазначив: «У 2009 році Організація Об'єднаних Націй у всьому світі відзначатиме Міжнародний жіночий день під гаслом „Жінки і Чоловіки: Спільно викорінимо насильство по відношенню до жінок“». До Національної мережі чоловіків-лідерів проти насильства приєдналися Міністр України у справах сім'ї, молоді та спорту Юрій Павленко, Президент Національного олімпійського комітету України Сергій Бубка, Народний депутат України Олег Зарубінський, футболіст Київського «Динамо» Андрій Гусін, засновник видавництва «А-ба-ба-га-ла-ма-га» Іван Малкович, народний артист України Богдан Бенюк та багато інших. Осередки ГО діють у Києві, Вінниці, Луганську, Ужгороді (контакти осередків).
У 2009 році Організація Об'єднаних Націй у всьому світі відзначала Міжнародний жіночий день під гаслом «Жінки і Чоловіки: єднаймося заради припинення насильства щодо жінок».